# Reprezentacja Danii na Mistrzostwach Świata w Narciarstwie Klasycznym 2007
Reprezentacja Danii na Mistrzostwach Świata w Narciarstwie Klasycznym 2007 liczyła 1 sportowca. Najlepszym wynikiem było 70. miejsce Jonasa Thora Olsena w biegu mężczyzn na 15 km.

## Wyniki

### Biegi narciarskie mężczyzn
Bieg na 15 km
- Jonas Thor Olsen - 70. miejsce

Bieg na 30 km
- Jonas Thor Olsen - nie ukończył

Bieg na 50 km
- Jonas Thor Olsen - zdublowany